# Scilla latifolia
Scilla latifolia är en sparrisväxtart som beskrevs av Carl Ludwig von Willdenow, Schult. och Julius Hermann Schultes. Scilla latifolia ingår i släktet blåstjärnesläktet, och familjen sparrisväxter. Inga underarter finns listade i Catalogue of Life.